# Solinus rhodius
Solinus rhodius är en spindeldjursart som beskrevs av Beier 1966. Solinus rhodius ingår i släktet Solinus och familjen Garypinidae. Inga underarter finns listade i Catalogue of Life.